# Carl Pohle
Carl Ludwig Friedrich Pohle, auch Karl Ludwig Friedrich Pohle (* 12. Juni 1817 in Wittstock/Dosse; † 27. Dezember 1883 in Schwerin) war ein deutscher Jurist und Politiker.

## Leben
Carl Pohle studierte an der Universität Bonn Rechtswissenschaften. 1839 wurde er Mitglied des Corps Guestphalia Bonn. 1840 wechselte er an die Universität Rostock. 1843 bestand er das Examen. Er wurde Senator der Stadt Schwerin. 1848 wurde er zum Mitglied des Vorparlaments und der Mecklenburgischen Abgeordnetenversammlung im Wahlkreis Mecklenburg-Schwerin 6: Wittenförden gewählt. Hier schloss er sich der Fraktion der Reformpartei, der Linken an und war im Justizausschuss tätig, bis er am 21. August 1849 zurücktrat. Im selben Jahr verfasste er eine Denkschrift zu einer Reformierung der Mecklenburgischen Strafprozessordnung. Von 1866 bis 1883 war er Bürgermeister von Schwerin und trug den Titel Oberbürgermeister.
Seine politische Kritik galt der landständischen Mecklenburgischen Verfassung, dem Landesgrundgesetzlichen Erbvergleich von 1755, der auf dem Prinzip von Sonderinteressen, insbesondere  des Landadels (der Ritterschaft) basierte, ohne das Gemeinwohl zu berücksichtigen. In seinem politischen Kampf für eine liberalere Mecklenburgische Landesverfassung gehörte er zu den Weggefährten von August Moeller.
Ein von ihm in der Abgeordnetenversammlung vorgelegter Plan einer weitergehenden Union zwischen Mecklenburg-Schwerin und Mecklenburg-Strelitz, der dem Strelitzer Großherzog eine Stellung zudachte, die von der eines mediatisierten Fürsten nicht merklich verschieden war, vergrößerte die Spannung zwischen beiden Landesteilen und trug zum Ausscheiden von Mecklenburg-Strelitz aus dem Verfassungsprozess bei.

## Schriften
- Die constitutionelle Monarchie, 1848
- Rede über die preußische Note vom 23. Januar, 1849
- Versuch einer Darstellung des Mecklenburg-Schwerin'schen Criminal-Processes, 1849 (Digitalisat)